# 2-я воздушная армия (СССР)
2-я воздушная армия — оперативное формирование (объединение, воздушная армия) авиации РККА (советских ВВС) в составе ВС СССР во время Великой Отечественной войны.

## Формирование
Сформирована 12 мая 1942 года приказом НКО от 5 мая 1942 года на базе ВВС Брянского фронта второго формирования.

Советская авиация в ходе войны выросла в грозную силу, обеспечившую победоносный исход крупнейших операций. В её рядах достойное место занимала 2-я воздушная армия. Овеянные боевой славой соединения 2-й воздушной армии прошли героический путь от Ельца и берегов Дона до Берлина, Праги и реки Эльбы. Они сражались на важнейших стратегических направлениях участвовали во многих выдающихся операциях Великой Отечественной войны, ковали в них победу над врагом. Контрнаступление на Волге, битвы под Курском и на Днепре, наступательные операции под Житомиром и Львовом, Краковом и Ченстоховом, освободительный поход в Польше и Чехословакии, наконец, Берлинская операция, где карающий меч Красной Армии окончательно сломил гитлеровскую военную машину, — таковы важнейшие вехи боевого пути 2-й воздушной армии, этапы её борьбы и побед.— С. А. Красовский От Ельца до Берлина и Праги в боях и сражениях, «2-я воздушная армия в боях за Родину»

## Боевой путь
Боевой путь 2-й воздушной армии проходил по территории Российской Федерации, Украины, Польши, Германии и Чехословакии.
Армия участвовала в оборонительных боях на воронежском направлении, затем поддерживала войска Юго-Западного фронта в ходе контрнаступления под Сталинградом (Сталинградская битва), во взаимодействии с 8 ВА, 16 ВА и 17 ВА вела бои за господство в воздухе.
В составе Воронежского (с 20 октября 1943 — 1-го Украинского) фронта участвовала в воздушной операции по уничтожению немецкой авиации на аэродромах в мае 1943 года, в Курской битве.

### Курская область
В мае-июле 1943 года, перед и во время Курской битвы, весной 1943 армией были построены четыре действующих и четыре ложных советских военных аэродрома, в основном для 5-го иак 2-й воздушной армии СССР (командующий тогда — генерал авиации Степан Красовский)
Строительство аэродромов осуществила 5-я инженерно-минная бригада РГК (командир — подполковник В. Н. Столяров), маскировочная служба аэродромов 2-й ВА (начальник — майор В. И. Лукьянов) и мобилизованные местные жители (всего в Прохоровском районе на строительство восьми аэродромов весной 1943 года было мобилизовано 1015 человек). Действующие аэродромы истребительной авиации в сёлах Грушки (Белгородская область) (для 27-й иап), Грязное (Белгородская область) (для 508-й иап), Свино-Погореловка (для 438-й иап), Бобровка (Белгородская область) (для эксплуатационно-технического обслуживания).
Фальшивые аэродромы были построены в сёлах Грязное (Белгородская область), Радьковка (Белгородская область), Масловка (Прохоровский район) и ж.д. станции Прохоровка (Белгородская область).
На всех ложных аэродромах находилась команда сапёров из 4 человек и красноармейцев из трёх человек, которые передвигали установленные макеты самолётов в соответствии с направлением ветра, изготовляли, ремонтировали (после вражеских налётов), «маскировали» макеты, имитировали стартовую службу и «обжитость» аэродрома. На каждом аэродроме было сделано несколько видимых самолёто-укрытий (капониров), было установлено открыто по 11-18 макетов самолётов, от 3 до 8 макетов автомашин, построены две-три наблюдательные вышки и по три макета зенитных орудий; установлено по 12-18 чучел людей.
Затем армия участвовала Битве за Днепр, Житомирско-Бердичевской, Корсунь-Шевченковской, Ровно-Луцкой, Проскуровско-Черновицкой, Львовско-Сандомирской, Сандомирско-Силезской, Нижнесилезской, Верхнесилезской, Берлинской и Пражской наступательных операциях.
1 мая 1945 года лётчики 2-й воздушной армии гвардии капитан В. К. Новоселов и майор Н. А. Малиновский в сопровождении 16 истребителей под командованием дважды Героя Советского Союза полковника А. В. Ворожейкина в составе Героев Советского Союза В. Н. Буянова, И. П. Лавейкина, П. И. Пескова и других лётчиков появились над рейхстагом и сбросили на парашютах красные полотнища. На одном из них было написано «Победа», на обратной стороне — «Слава Советским воинам, водрузившим Знамя Победы над Берлином», а на другом — «Да здравствует 1 Мая».

## В составе
С момента образования 2 ВА входила в состав Брянского фронта, 9 июля 1942 года — включена в состав Воронежского фронта. С 16 ноября по 21 декабря 1942 находилась в оперативном подчинении Юго-Западного фронта второго формирования, после чего возвращена в состав Воронежского фронта. 20 октября 1943 года Воронежский фронт переименован в 1-й Украинский фронт и 2 ВА переподчинена ему.

## Командный состав
Командование армии:

### Командующие армией
- 05.05.1942 — С. А. Красовский, генерал-майор авиации;
- 05.07.1942 — К. Н. Смирнов, полковник, генерал-майор авиации;
- 27.03.1943 — май 1947 — С. А. Красовский, генерал-лейтенант авиации, генерал-полковник авиации;
- сентябрь 1947 — февраль 1949 — генерал-лейтенант авиации Рубанов, Степан Ульянович

### Заместитель командующего по политической части
До 9 октября 1942 года должность называлась военный комиссар 2 ВА.
- 5 мая 1942 года — до конца войны — Ромазанов, Сергей Николаевич, бригадный комиссар, генерал-майор авиации;

### Начальники штаба
- 09.04.1943 — Качев, Феофан Иванович, генерал-майор авиации;
- 10.08.1943 — Тельнов, Константин Иванович, полковник, генерал-майор авиации (с 13.04.1944);
- 09.08.1944 — Пронин, Александр Семёнович, генерал-майор авиации;
- с декабря 1945 — Качев, Феофан Иванович, генерал-майор авиации;

### заместитель начальника штаба
- с августа 1943 — Катц, Абрам Алексеевич, Полковник;

## Состав
Из воспоминаний Крайнюкова К. В., «Оружие особого рода», Мемуары, 60 лет Победе:
Это означало, что 1956 боевых самолётов 2-й воздушной армии увеличат ударную огневую силу и боевую мощь войск фронта.

— Почти две тысячи боевых самолётов, не считая транспортных, — с гордостью говорил мне заместитель командующего 2-й воздушной армией по политической части генерал С. Н. Ромазанов. — А ведь летом сорок второго года, когда была организована армия, в ней насчитывалось всего лишь триста семьдесят четыре самолёта. Причем одну треть из них составляли машины устаревших конструкций. К началу контрнаступления советских войск под Курском вторая воздушная армия имела семьсот сорок восемь самолётов, а под Киевом — около семисот. Как быстро умножилась наша воздушная мощь!

| - 646-й авиационный легко-бомбардировочный полк. |

| - 205-я истребительная авиационная дивизия; - 205-я истребительная авиационная дивизия; - 207-я истребительная авиационная дивизия; - 208-я смешанная авиационная дивизия (208-я ночная бомбардировочная авиационная дивизия с 18.05.1942 г.) - 223-я ближнебомбардировочная авиационная дивизия - 225-я штурмовая авиационная дивизия; - 226-я штурмовая авиационная дивизия; - 227-я штурмовая авиационная дивизия; - два отдельных авиационных полка. - Отдельный авиационный отряд 2-й воздушной армии — в составе Действующей армии: с 28 июля 1942 года по 11 мая 1945 года. |

| - 1-й бомбардировочный авиационный корпус (1 бак) (И. С. Полбин, полковник) (с 194? года — 6-й гвардейский бомбардировочный авиационный корпус (1943-45 года)) - 1-й штурмовой авиационный корпус (1 шак) (В. Г. Рязанов, генерал-майор авиации) (с 194? года — 1-й гвардейский штурмовой авиационный корпус) В боях за освобождение Украины все три дивизии, находившиеся в составе штурмового авиакорпуса генерала Рязанова, получили почётное наименование — Красноградская, Полтавская, Знаменская. Корпус стал называться Кировоградским. - 3-я гвардейская штурмовая авиационная дивизия - 140-й Киевский гвардейский штурмовой авиационный полк, (алое знамя которого в будущем украсят ордена Красного Знамени и Богдана Хмельницкого) - 9-я гвардейская штурмовая авиационная дивизия - 141-й гвардейский штурмовой авиационный полк - 144-й гвардейский штурмовой авиационный полк - 155-й гвардейский штурмовой авиационный полк - 4-й истребительный авиационный корпус (4 иак) (И. Д. Подгорный, генерал-майор авиации) - 5-й истребительный авиационный корпус (5 иак) (Д. П. Галунов, генерал-майор авиации) - 291-я штурмовая авиационная дивизия (291 шад) (А. Н. Витрук, 1942—1943 года — полковник, с февраля 1944 года генерал-майор авиации) (с март 1943 года — 10-я гвардейская штурмовая авиационная дивизия, удостоена почётных наименований «Воронежская» (май 1943) и «Киевская» (ноябрь 1943), с июля 1944 года Краснознамённая (награждена орденами Красного Знамени, Суворова 2-й степени, Кутузова 2-й степени)); - 208-я ночная бомбардировочная авиационная дивизия (208 нбад) (Л. И. Юзеев, полковник) - Редакция газеты «Крылья Победы» (Газета 2 ВА) |

2-й отдельный полк связи
| - 2-й гвардейский бомбардировочный авиационный корпус (1 гв., 8 гв.бад), - 4-й бомбардировочный авиационный корпус (202, 219 бад), - 1-й гвардейский штурмовой авиационный корпус (8 и 9 гв.шад, 12 гв.иад), - 2-й гвардейский штурмовой авиационный корпус (5 и 6 гв.шад), - 3-й штурмовой авиационный корпус (307, 308 шад, 181 иад), - 2-й истребительный авиационный корпус (7 гв., 322 иад), - 5-й истребительный авиационный корпус (8 гв., 256 иад), - 6-й гвардейский истребительный авиационный корпус (9, 22, 23 гв.иад), - 11-я гвардейская истребительная авиационная дивизия - 208-я ночная бомбардировочная авиационная дивизия - 1-й гвардейский истребительный авиационный полк - 98-й гвардейский разведывательный авиационный полк - 193-й гвардейский разведывательный авиационный полк - 118-й корректировочно-разведывательный авиационный полк - 4-й санитарный авиационный полк - 1002-й отдельный авиационный полк связи |

| - 4-й бомбардировочный авиационный корпус (202, 219 бад) - 6-й гвардейский бомбардировочный авиационный корпус (1 и 8 гв.бад) - 1-й гвардейский штурмовой авиационный корпус (8 и 9 гв.шад, 12-я гвардейская истребительная авиационная дивизия) - 2-й гвардейский штурмовой авиационный корпус (5 и 6 гв.шад, 11-я гвардейская истребительная авиационная дивизия) - 3-й штурмовой авиационный корпус (307, 308 шад, 181 иад) - 2-й истребительный авиационный корпус (7-я гвардейская истребительная авиационная дивизия, 322-я истребительная авиационная дивизия) - 5-й истребительный авиационный корпус (8-я гвардейская истребительная авиационная дивизия, 256-я истребительная авиационная дивизия) - 6-й гвардейский истребительный авиационный корпус (9-я гвардейская истребительная авиационная дивизия, 22-я гвардейская истребительная авиационная дивизия и 23-я гвардейская истребительная авиационная дивизия) - 208 нбад - 98 гв.драп - 193 гв.рап - 118 крап - 203 крап - 228 трап - 4 санап - 23 апГВФ - 1554 зенап - 1555 зенап - 1561 зенап - 1577 зенап - 1582 зенап - 1605 зенап - 1613 зенап - 1680 зенап |

| - 4-й бомбардировочный авиационный корпус - 6-й гвардейский бомбардировочный авиационный корпус - 1-й гвардейский штурмовой авиационный корпус - 2-й гвардейский штурмовой авиационный корпус - 3-й штурмовой авиационный корпус - 2-й истребительный авиационный корпус - 5-й истребительный авиационный корпус - 6-й гвардейский истребительный авиационный корпус - 208-я ночная бомбардировочная авиационная дивизия - 98-й отдельный гвардейский разведывательный авиационный Висленский Краснознамённый ордена Кутузова полк - 193-й отдельный гвардейский разведывательный авиационный Львовский Краснознамённый ордена Кутузова полк - 375-й отдельный разведывательный авиационный полк - 118-й отдельный корректировочный полк - 203-й отдельный корректировочный полк - 228-й транспортный авиационный полк - 23-й гвардейский авиационный полк ГВФ - 1002-й отдельный авиационный полк связи |

| - 6-й гвардейский бомбардировочный авиационный корпус - 5-й истребительный авиационный корпус - 6-й гвардейский истребительный авиационный корпус - 202-я бомбардировочная авиационная дивизия - 375-й отдельный разведывательный авиационный полк - 193-й отдельный гвардейский разведывательный авиационный Львовский Краснознамённый ордена Кутузова полк - 118-й отдельный корректировочный полк - 228-й транспортный авиационный полк |

| - 6-й гвардейский бомбардировочный авиационный корпус - 6-й гвардейский истребительный авиационный корпус - 375-й отдельный разведывательный авиационный полк - 228-й транспортный авиационный полк |

## Послевоенное время
После войны с 10 июня 1945 года до мая 1947 года место дислокации — Австрия, Венгрия и Чехословакия в составе Советских оккупационных войск Центральной группы войск, позднее до февраля 1949 года — в Центральной группе войск.

## Маскировка
Большое внимание во 2-й ВА уделялось маскировке аэродромов базирования.
В частности, самому аэродрому и лётному полю придавался вид площадки, непригодной для полётов.
Вот что писал командующий 2-й ВА С. А. Красовский о лете 1943 года:

Начальник маскировочной службы (армии - м-р В.И. Лукьянов) и солдаты аэродромных команд проявляли столько выдумки, что мы сами диву давались.
Помню, мы с лётчиком А.А. Пальчиковым едва отыскали аэродром Грушки́, где базировался 27-й иап.
Чтобы скрыть от глаз немцев аэродром, бойцы по эскизу Лукьянова замаскировали взлётно-посадочную площадку так, что она сверху казалась изрезанной оврагами, хорошо вписывающимися в общий рисунок местности.
Бойцы скосили клевер, а освободившиеся участки засыпали соломой и сожгли её. На обожжённых местах имитировали овраги, по лётному полю сделали просёлочную дорогу. Командир 27 иап подполковник В.И. Бобров добился строгой дисциплины маскировки; самолёты выруливали на старт прямо из капониров, что, несомненно, спасло полк от потерь на земле.

## Исторические факты
- Лётчики-истребители 2 ВА первыми в мире, в авиационной практике, массово, использовали шоссейную дорогу для взлёта и посадки. Первое испытание необычного аэродрома А. И. Покрышкин произвёл лично.[2]
- Всего за годы войны лётчиками 2 ВА совершено свыше 336 000 боевых вылетов (самолёто-вылетов), лётчики армии провели более 6000 воздушных боёв, во время которых уничтожено более 7000 самолётов противника. За боевые заслуги 65 её соединений и частей преобразованы в гвардейские, 125 присвоены почётные наименования, 227 награждены орденами. 51 раз Верховный Главнокомандующий объявлял благодарность личному составу частей и соединений армии за отличные боевые действия.[2] Тысячи войнов армии награждены орденами и медалями, свыше 220 удостоены звания Героя Советского Союза, 13 лётчиков удостоены этого звания дважды: В. И. Андрианов, Т. Я. Бегельдинов, А. В. Ворожейкин, В. А. Зайцев, А. Ф. Клубов, М. В. Кузнецов, И. Х. Михайличенко, М. П. Одинцов, П. А. Плотников, И.С Полбин, В. И. Попков, В. Г. Рязанов, Н. Г. Столяров, а А. И. Покрышкин стал трижды Героем Советского Союза.
- Партийная организация армии насчитывала в то время (июнь 1944 года) 20 286 коммунистов, а комсомольская — 12 220 членов ВЛКСМ.

## Память
- В городе Семилуки, Воронежская область, есть улица и переулок 2-й воздушной армии, названные в честь 2-й воздушной армии.
- В городе Житомир в парке 30-летия Победы на улице Черняховского установлен МиГ-15УТИ в память о героических лётчиках 2-й воздушной армии.

## 59-я воздушная армия
В феврале 1949 года на основании директивы Генерального штаба ВС СССР № ОРГ 120026 от 10 января 1949 года 2-я воздушная армия была переименована в 59-ю воздушную армию.
С февраля 1949 года по сентябрь 1955 года — в составе Центральной группы войск.
В сентябре 1955 года 59-я воздушная армия расформирована.

### Командующие 59-й воздушной армией
- февраль 1949 — июль 1950 — генерал-лейтенант авиации Рубанов, Степан Ульянович
- июль 1950 — июнь 1953 — генерал-майор авиации Бибиков, Василий Николаевич
- июнь 1953 — май 1954 — генерал-лейтенант авиации Зимин, Георгий Васильевич
- июнь 1954 — сентябрь 1955 — генерал-лейтенант авиации Слобожан, Давид Яковлевич

### Боевой состав армии (на 1. 03. 1949)[10]
- 44-й гвардейский бомбардировочный авиационный корпус  (Гетцендорф, Австрия)
  - 164-я гвардейская бомбардировочная авиационная Кировоградская Краснознамённая ордена Богдана Хмельницкого дивизия
  - 177-я гвардейская бомбардировочная авиационная Черкасская Краснознамённая ордена Суворова дивизия
- 78-й гвардейский истребительный авиационный корпус (Мюнхендорф, Австрия)
  - 195-я гвардейская истребительная авиационная Днепропетровская Краснознамённая ордена Богдана Хмельницкого дивизия
  - 237-я гвардейская истребительная авиационная Мариупольско-Берлинская ордена Ленина Краснознамённая ордена Богдана Хмельницкого дивизия